# حركية (موسيقى)
الحركية (بالإنجليزية: Dynamics)‏ هي اختلاف الجهارة بين النغمات أو الجمل الموسيقية في القطعة الموسيقية. تحدد الحركية برموز موسيقية معينة عادة ما تكون مفصلة، لكنها تعتمد أيضا على تفسير العازف للرموز حسب السياق الموسيقي: على سبيل المثال يمكن لرمز piano (تعني هادئ وقد أخد منها اسم آلة البيانو) في جزء من معزوفة أن يشير لجهارة موضوعية مختلفة في معزوفة أخرى، أو حتى جزء مختلف من نفس المعزوفة. ويمتد تنفيذ الحركية وراء الجهارة ليتضمن تغيرات في الجرس وأحيانا tempo rubato (تغيير مؤقت وطفيف في سرعة العزف).

## بعض الرموز الحركية[1]
| الاسم         | الحروف | الجهارة      |
| ------------- | ------ | ------------ |
| fortississimo |        | صاخب جدا جدا |
| fortissimo    |        | صاخب جدا     |
| forte         |        | صاخب         |
| mezzo-forte   |        | متوسط        |
| mezzo-piano   |        | متوسط        |
| piano         |        | هادئ         |
| pianissimo    |        | هادئ جدا     |
| pianississimo |        | هادئ جدا جدا |